# Prisopus wolfgangjunki
Prisopus wolfgangjunki är en insektsart som beskrevs av Oliver Zompro 2003. Prisopus wolfgangjunki ingår i släktet Prisopus och familjen Prisopodidae. Inga underarter finns listade i Catalogue of Life.